# Лопаткі (Люблінське воєводство)
Лопаткі (пол. Łopatki) — село в Польщі, у гміні Вонвольниця Пулавського повіту Люблінського воєводства.
Населення — 445 осіб (2011).

## Демографія
Демографічна структура станом на 31 березня 2011 року:
|          | Загалом | Допрацездатний вік | Працездатний вік | Постпрацездатний вік |
| -------- | ------- | ------------------ | ---------------- | -------------------- |
| Чоловіки | 221     | 39                 | 157              | 25                   |
| Жінки    | 224     | 45                 | 119              | 60                   |
| Разом    | 445     | 84                 | 276              | 85                   |